# داريل بيترسون
داريل بيترسون هو فلاح وسياسي أمريكي، ولد في 8 مارس 1939 في فيرمونت في الولايات المتحدة، وتوفي بنفس المكان في 3 فبراير 1994. نشط حزبياً في الحزب الجمهوري لمينيسوتا ‏ والحزب الجمهوري. وقد انتخب عضو مجلس ولاية مينيسوتا ‏ وانتخب عضو مجلس نواب مينيسوتا ‏.